# Tisséo
Tisséo és la companyia de transport públic de Tolosa encarregada de les línies d'autobusos, metro i tramvia. Fou creada l'any 2002 i reagrupa tres entitats encarregades del transport tolosines. Amb sis agències repartides per la capital occitana, cobreixen la ciutat sencera. Per mantenir-se, viuen de les ajudes de l'estat, contribucions dels membres i de les recaptacions fetes amb els clients.